# Tour de Pologne 2017
La 74e édition du Tour de Pologne a lieu du 29 au 4 août 2017. Elle fait partie du calendrier UCI World Tour 2017 en catégorie 2.UWT.

## Équipes
Quatre équipes sont invitées à participer à ce Tour de Pologne : l'équipe nationale polonaise et les équipes continentales professionnelles CCC Sprandi Polkowice, Novo Nordisk et Gazprom-RusVelo.
| WorldTeams (18)- AG2R La Mondiale - Astana - Bahrain-Merida - BMC Racing Team - Bora-Hansgrohe - Cannondale-Drapac - Dimension Data - FDJ - Katusha-Alpecin - Lotto NL-Jumbo - Lotto-Soudal - Movistar Team - Orica-Scott - Quick-Step Floors - Sky - Team Sunweb - Trek-Segafredo - UAE Team Emirates Équipes continentales professionnelles (3)- CCC Sprandi Polkowice - Novo Nordisk - Gazprom-RusVelo Équipe nationale- Pologne |
| |

## Parcours
Alors que depuis 2008, le Tour de Pologne se terminait à Cracovie, c'est le départ qui donné dans cette ville en 2017. Avec un parcours court, légèrement vallonné et se terminant par un circuit à Cracovie, cette étape semble promise aux sprinteurs. La seconde l'est également et arrive à Katowice. Lors route s'élève lors de la troisième étape, avec trois ascensions référencées et une côte finale pour arriver à la station de ski de Szczyrk. La quatrième étape est la plus longue. Disputée sur les routes plates de Silésie, c'est la dernière occasion pour les sprinteurs de se mettre en évidence. Le lendemain, les quatre côtes présentes dans la deuxième moitié de l'étape donnent un avant-goût des jours montagneux qui suivent. Ce Tour de Pologne se termine avec deux étapes relativement courtes dans les Tatras. La sixième étape comprend six côtes référencées et se termine au Wielka Krokiew, à Zakopane. Le parcours de la dernière étape est un circuit de 66 kilomètres, dont les coureurs effectuent deux tours. Il s'agit de l'étape-reine « traditionnelle » de ce tour, avec huit ascensions, dont le final de 5 km menant à Bukowina Tatrzańska.

## Étapes
Ce Tour de Pologne est constitué de sept étapes représentant un parcours de 1 143,5 kilomètres à parcourir.
| Étape     | Date      | Villes étapes                        | type                      | Distance (km) | Vainqueur d'étape | Leader du classement général |
| --------- | --------- | ------------------------------------ | ------------------------- | ------------- | ----------------- | ---------------------------- |
| 1re étape | 29 juill. | Cracovie – Cracovie                  | étape de plaine           | 137           | Peter Sagan       | Peter Sagan                  |
| 2e étape  | 30 juill. | Tarnowskie Góry – Katowice           | étape vallonnée           | 146           | Sacha Modolo      | Danny van Poppel             |
| 3e étape  | 31 juill. | Jaworzno – Szczyrk                   | étape de moyenne montagne | 161           | Dylan Teuns       | Peter Sagan                  |
| 4e étape  | 1 août    | Zawiercie – Zabrze                   | étape de plaine           | 238           | Caleb Ewan        | Peter Sagan                  |
| 5e étape  | 2 août    | Nagawczyna – Rzeszów                 | étape vallonnée           | 130           | Danny van Poppel  | Peter Sagan                  |
| 6e étape  | 3 août    | mines de sel de Wieliczka – Zakopane | étape de moyenne montagne | 199           | Jack Haig         | Dylan Teuns                  |
| 7e étape  | 4 août    | Terma Bukovina – Bukowina Tatrzańska | étape de moyenne montagne | 132,5         | Wout Poels        | Dylan Teuns                  |

## Déroulement de la course

### 1reétape
| Classement | Classement        | Classement | Classement     | Classement         |
|            | Coureur           | Pays       | Équipe         | Temps              |
| ---------- | ----------------- | ---------- | -------------- | ------------------ |
| 1er        | Peter Sagan       | Slovaquie  | Bora-Hansgrohe | en 2 h 56 min 16 s |
| 2e         | Caleb Ewan        | Australie  | Orica-Scott    | + 0 s              |
| 3e         | Danny van Poppel  | Pays-Bas   | Sky            | + 0 s              |
| 4e         | Riccardo Minali   | Italie     | Astana         | + 0 s              |
| 5e         | Niccolò Bonifazio | Italie     | Bahrain-Merida | + 0 s              |
| 6e         | Nathan Haas       | Australie  | Dimension Data | + 0 s              |
| 7e         | Roberto Ferrari   | Italie     | UAE Emirates   | + 0 s              |
| 8e         | Paweł Franczak    | Pologne    | Pologne        | + 0 s              |
| 9e         | Boy van Poppel    | Pays-Bas   | Trek-Segafredo | + 0 s              |
| 10e        | Jens Debusschere  | Belgique   | Lotto-Soudal   | + 0 s              |
| modifier   |                   |            |                |                    |

| \| Classement général \| Classement général \| Classement général \| Classement général \| Classement général \| \| Coureur \| Coureur \| Pays \| Équipe \| Temps \| \| ------------------ \| ------------------ \| ------------------ \| ------------------ \| ------------------ \| \| 1er \| Peter Sagan \| Slovaquie \| Bora-Hansgrohe \| 2 h 56 min 06 s \| \| 2e \| Caleb Ewan \| Australie \| Orica-Scott \| + 4 s \| \| 3e \| Danny van Poppel \| Pays-Bas \| Team Sky \| + 6 s \| \| 4e \| Nathan Haas \| Australie \| Dimension Data \| + 9 s \| \| 5e \| Riccardo Minali \| Italie \| Astana \| + 10 s \| \| 6e \| Niccolò Bonifazio \| Italie \| Bahrain-Merida \| + 10 s \| \| 7e \| Roberto Ferrari \| Italie \| UAE Team Emirates \| + 10 s \| \| 8e \| Paweł Franczak \| Pologne \| Pologne \| + 10 s \| \| 9e \| Boy van Poppel \| Pays-Bas \| Trek-Segafredo \| + 10 s \| \| 10e \| Jens Debusschere \| Belgique \| Lotto-Soudal \| + 10 s \| |                   |           |                   |                 |
| |                   |           |                   |                 |
| |                   |           |                   |                 |
| Classement général |                   |           |                   |                 |
| Coureur | Coureur           | Pays      | Équipe            | Temps           |
| 1er | Peter Sagan       | Slovaquie | Bora-Hansgrohe    | 2 h 56 min 06 s |
| 2e | Caleb Ewan        | Australie | Orica-Scott       | + 4 s           |
| 3e | Danny van Poppel  | Pays-Bas  | Team Sky          | + 6 s           |
| 4e | Nathan Haas       | Australie | Dimension Data    | + 9 s           |
| 5e | Riccardo Minali   | Italie    | Astana            | + 10 s          |
| 6e | Niccolò Bonifazio | Italie    | Bahrain-Merida    | + 10 s          |
| 7e | Roberto Ferrari   | Italie    | UAE Team Emirates | + 10 s          |
| 8e | Paweł Franczak    | Pologne   | Pologne           | + 10 s          |
| 9e | Boy van Poppel    | Pays-Bas  | Trek-Segafredo    | + 10 s          |
| 10e | Jens Debusschere  | Belgique  | Lotto-Soudal      | + 10 s          |

### 2eétape
| Classement | Classement        | Classement | Classement        | Classement         |
|            | Coureur           | Pays       | Équipe            | Temps              |
| ---------- | ----------------- | ---------- | ----------------- | ------------------ |
| 1er        | Sacha Modolo      | Italie     | UAE Emirates      | en 3 h 15 min 21 s |
| 2e         | Danny van Poppel  | Pays-Bas   | Sky               | + 0 s              |
| 3e         | Max Walscheid     | Allemagne  | Sunweb            | + 0 s              |
| 4e         | Boy van Poppel    | Pays-Bas   | Trek-Segafredo    | + 0 s              |
| 5e         | Youcef Reguigui   | Algérie    | Dimension Data    | + 0 s              |
| 6e         | Tom Van Asbroeck  | Belgique   | Cannondale-Drapac | + 0 s              |
| 7e         | Niccolò Bonifazio | Italie     | Bahrain-Merida    | + 0 s              |
| 8e         | Peter Sagan       | Slovaquie  | Bora-Hansgrohe    | + 0 s              |
| 9e         | Riccardo Minali   | Italie     | Astana            | + 0 s              |
| 10e        | Nathan Haas       | Australie  | Dimension Data    | + 0 s              |
| modifier   |                   |            |                   |                    |

| \| Classement général \| Classement général \| Classement général \| Classement général \| Classement général \| \| Coureur \| Coureur \| Pays \| Équipe \| Temps \| \| ------------------ \| ------------------ \| ------------------ \| ------------------ \| ------------------ \| \| 1er \| Danny van Poppel \| Pays-Bas \| Team Sky \| 6 h 11 min 27 s \| \| 2e \| Peter Sagan \| Slovaquie \| Bora-Hansgrohe \| + 0 s \| \| 3e \| Sacha Modolo \| Italie \| UAE Team Emirates \| + 0 s \| \| 4e \| Caleb Ewan \| Australie \| Orica-Scott \| + 4 s \| \| 5e \| Max Walscheid \| Allemagne \| Team Sunweb \| + 6 s \| \| 6e \| Kamil Gradek \| Pologne \| Pologne \| + 7 s \| \| 7e \| Nathan Haas \| Australie \| Dimension Data \| + 9 s \| \| 8e \| Wout Poels \| Pays-Bas \| Team Sky \| + 9 s \| \| 9e \| Niccolò Bonifazio \| Italie \| Bahrain-Merida \| + 10 s \| \| 10e \| Boy van Poppel \| Pays-Bas \| Trek-Segafredo \| + 10 s \| |                   |           |                   |                 |
| |                   |           |                   |                 |
| |                   |           |                   |                 |
| Classement général |                   |           |                   |                 |
| Coureur | Coureur           | Pays      | Équipe            | Temps           |
| 1er | Danny van Poppel  | Pays-Bas  | Team Sky          | 6 h 11 min 27 s |
| 2e | Peter Sagan       | Slovaquie | Bora-Hansgrohe    | + 0 s           |
| 3e | Sacha Modolo      | Italie    | UAE Team Emirates | + 0 s           |
| 4e | Caleb Ewan        | Australie | Orica-Scott       | + 4 s           |
| 5e | Max Walscheid     | Allemagne | Team Sunweb       | + 6 s           |
| 6e | Kamil Gradek      | Pologne   | Pologne           | + 7 s           |
| 7e | Nathan Haas       | Australie | Dimension Data    | + 9 s           |
| 8e | Wout Poels        | Pays-Bas  | Team Sky          | + 9 s           |
| 9e | Niccolò Bonifazio | Italie    | Bahrain-Merida    | + 10 s          |
| 10e | Boy van Poppel    | Pays-Bas  | Trek-Segafredo    | + 10 s          |

### 3eétape
Rémi Cavagna (Quick-Step Floors), José Gonçalves (Katusha-Alpecin), Bert-Jan Lindeman (LottoNl-Jumbo), Maxime Monfort (Lotto-Soudal), Maciej Paterski (CCC-Polsat Sprandi), déjà échappé lors des deux premières étapes, Sébastien Reichenbach (FDJ) et Adam Stachowiak (équipe de Pologne) s'échappent après une heure et demie de course et creuse une avance de près de quatre minute. Maciej Paterski et Sébastien Reichenbach passent en tête aux deux premières ascension du jour, et Paterski prend la tête du classement de la montagne à l'arrivée de l'étape. Le travail des équipes Sky et Bora-Hansgrohe en tête du peloton ramène ce dernier sur l'échappée à moins de 40 kilomètres de l'arrivée.
Dans la quatrième difficulté de l'étape, Ilnur Zakarin (Katusha-Alpecin) attaque mais est rapidement repris. Jack Haig (Orica-Scott) l'imite et passe le premier au sommet de la côte. Rohan Dennis (BMC Racing) et Diego Rosa (Sky) ramènent le peloton, alors réduit à une vingtaine de coureurs, sur Jack Haig aux abords de la côte finale.
Valerio Conti (UAE Team Emirates) est le premier à attaquer dans ce final. Adam Yates (Orica-Scott) attaque ensuite à son tour. Il est suivi par Dylan Teuns (BMC Racing) qui accélère à 150 mètres de l'arrivée et part gagner seul. Récent vainqueur du Tour de Wallonie, il obtient ici sa première victoire sur une course du World Tour. 
Peter Sagan et Rafal Majka (Bora-Hansgrohe), partis trop tard, prennent les deuxième et troisième places. Sagan récupère le maillot jaune perdu la veille. Au classement général, il devance Teuns de six secondes et Majka de douze secondes,.
| \| Classement de l'étape \| Classement de l'étape \| Classement de l'étape \| Classement de l'étape \| Classement de l'étape \| \| Coureur \| Coureur \| Pays \| Équipe \| Temps \| \| --------------------- \| --------------------- \| --------------------- \| --------------------- \| --------------------- \| \| 1er \| Dylan Teuns \| Belgique \| BMC Racing Team \| 3 h 51 min 41 s \| \| 2e \| Peter Sagan \| Slovaquie \| Bora-Hansgrohe \| + 0 s \| \| 3e \| Rafał Majka \| Pologne \| Bora-Hansgrohe \| + 0 s \| \| 4e \| Wilco Kelderman \| Pays-Bas \| Team Sunweb \| + 0 s \| \| 5e \| Tom-Jelte Slagter \| Pays-Bas \| Cannondale-Drapac \| + 5 s \| \| 6e \| Odd Christian Eiking \| Norvège \| FDJ \| + 7 s \| \| 7e \| Domenico Pozzovivo \| Italie \| AG2R La Mondiale \| + 8 s \| \| 8e \| Adam Yates \| Royaume-Uni \| Orica-Scott \| + 9 s \| \| 9e \| Wout Poels \| Pays-Bas \| Team Sky \| + 12 s \| \| 10e \| Sam Oomen \| Pays-Bas \| Team Sunweb \| + 14 s \| |                      |             |                   |                 |
| |                      |             |                   |                 |
| |                      |             |                   |                 |
| Classement de l'étape |                      |             |                   |                 |
| Coureur | Coureur              | Pays        | Équipe            | Temps           |
| 1er | Dylan Teuns          | Belgique    | BMC Racing Team   | 3 h 51 min 41 s |
| 2e | Peter Sagan          | Slovaquie   | Bora-Hansgrohe    | + 0 s           |
| 3e | Rafał Majka          | Pologne     | Bora-Hansgrohe    | + 0 s           |
| 4e | Wilco Kelderman      | Pays-Bas    | Team Sunweb       | + 0 s           |
| 5e | Tom-Jelte Slagter    | Pays-Bas    | Cannondale-Drapac | + 5 s           |
| 6e | Odd Christian Eiking | Norvège     | FDJ               | + 7 s           |
| 7e | Domenico Pozzovivo   | Italie      | AG2R La Mondiale  | + 8 s           |
| 8e | Adam Yates           | Royaume-Uni | Orica-Scott       | + 9 s           |
| 9e | Wout Poels           | Pays-Bas    | Team Sky          | + 12 s          |
| 10e | Sam Oomen            | Pays-Bas    | Team Sunweb       | + 14 s          |

| \| Classement général \| Classement général \| Classement général \| Classement général \| Classement général \| \| Coureur \| Coureur \| Pays \| Équipe \| Temps \| \| ------------------ \| -------------------- \| ------------------ \| ------------------ \| ------------------ \| \| 1er \| Peter Sagan \| Slovaquie \| Bora-Hansgrohe \| 10 h 03 min 02 s \| \| 2e \| Dylan Teuns \| Belgique \| BMC Racing Team \| + 6 s \| \| 3e \| Rafał Majka \| Pologne \| Bora-Hansgrohe \| + 12 s \| \| 4e \| Wilco Kelderman \| Pays-Bas \| Team Sunweb \| + 16 s \| \| 5e \| Tom-Jelte Slagter \| Pays-Bas \| Cannondale-Drapac \| + 21 s \| \| 6e \| Odd Christian Eiking \| Norvège \| FDJ \| + 23 s \| \| 7e \| Domenico Pozzovivo \| Italie \| AG2R La Mondiale \| + 24 s \| \| 8e \| Wout Poels \| Pays-Bas \| Team Sky \| + 25 s \| \| 9e \| Adam Yates \| Royaume-Uni \| Orica-Scott \| + 25 s \| \| 10e \| Nathan Haas \| Australie \| Dimension Data \| + 29 s \| |                      |             |                   |                  |
| |                      |             |                   |                  |
| |                      |             |                   |                  |
| Classement général |                      |             |                   |                  |
| Coureur | Coureur              | Pays        | Équipe            | Temps            |
| 1er | Peter Sagan          | Slovaquie   | Bora-Hansgrohe    | 10 h 03 min 02 s |
| 2e | Dylan Teuns          | Belgique    | BMC Racing Team   | + 6 s            |
| 3e | Rafał Majka          | Pologne     | Bora-Hansgrohe    | + 12 s           |
| 4e | Wilco Kelderman      | Pays-Bas    | Team Sunweb       | + 16 s           |
| 5e | Tom-Jelte Slagter    | Pays-Bas    | Cannondale-Drapac | + 21 s           |
| 6e | Odd Christian Eiking | Norvège     | FDJ               | + 23 s           |
| 7e | Domenico Pozzovivo   | Italie      | AG2R La Mondiale  | + 24 s           |
| 8e | Wout Poels           | Pays-Bas    | Team Sky          | + 25 s           |
| 9e | Adam Yates           | Royaume-Uni | Orica-Scott       | + 25 s           |
| 10e | Nathan Haas          | Australie   | Dimension Data    | + 29 s           |

### 4eétape
Six coureurs s'échappent après onze kilomètres de course. Pawel Bernas (équipe de Pologne), Rémi Cavagna (Quick-Step Floors), Nicolas Dougall (Dimension Data), Bert-Jan Lindeman (LottoNL-Jumbo) et Toms Skujinš (Cannondale-Drapac) et Jan Tratnik (CCC Polkowice) creusent une avance sur le peloton qui culmine à six minutes et demie. Dans le final, Rémi Cavagna s'extrait seul de ce groupe. Il résiste au retour du peloton, emmené par l'équipe Bora-Hansgrohe, mais est repris à moins de quatre kilomètres de l'arrivée. La victoire d'étape se dispute donc au sprint. Caleb Ewan (Orica-Scott) s'impose de peu devant Danny van Poppel (Sky). Peter Sagan (Bora-Hansgrohe), troisième, accroit son avance au classement général.
| \| Classement de l'étape \| Classement de l'étape \| Classement de l'étape \| Classement de l'étape \| Classement de l'étape \| \| Coureur \| Coureur \| Pays \| Équipe \| Temps \| \| --------------------- \| --------------------- \| --------------------- \| --------------------- \| --------------------- \| \| 1er \| Caleb Ewan \| Australie \| Orica-Scott \| 5 h 38 min 49 s \| \| 2e \| Danny van Poppel \| Pays-Bas \| Team Sky \| + 0 s \| \| 3e \| Peter Sagan \| Slovaquie \| Bora-Hansgrohe \| + 0 s \| \| 4e \| Danny van Poppel \| Pays-Bas \| Team Sky \| + 0 s \| \| 5e \| Sacha Modolo \| Italie \| UAE Team Emirates \| + 0 s \| \| 6e \| Lorrenzo Manzin \| France \| FDJ \| + 0 s \| \| 7e \| Tom Van Asbroeck \| Belgique \| Cannondale-Drapac \| + 0 s \| \| 8e \| Enrico Battaglin \| Italie \| LottoNL-Jumbo \| + 0 s \| \| 9e \| Alan Banaszek \| Pologne \| CCC Sprandi Polkowice \| + 0 s \| \| 10e \| Roberto Ferrari \| Italie \| UAE Team Emirates \| + 0 s \| |                  |           |                       |                 |
| |                  |           |                       |                 |
| |                  |           |                       |                 |
| Classement de l'étape |                  |           |                       |                 |
| Coureur | Coureur          | Pays      | Équipe                | Temps           |
| 1er | Caleb Ewan       | Australie | Orica-Scott           | 5 h 38 min 49 s |
| 2e | Danny van Poppel | Pays-Bas  | Team Sky              | + 0 s           |
| 3e | Peter Sagan      | Slovaquie | Bora-Hansgrohe        | + 0 s           |
| 4e | Danny van Poppel | Pays-Bas  | Team Sky              | + 0 s           |
| 5e | Sacha Modolo     | Italie    | UAE Team Emirates     | + 0 s           |
| 6e | Lorrenzo Manzin  | France    | FDJ                   | + 0 s           |
| 7e | Tom Van Asbroeck | Belgique  | Cannondale-Drapac     | + 0 s           |
| 8e | Enrico Battaglin | Italie    | LottoNL-Jumbo         | + 0 s           |
| 9e | Alan Banaszek    | Pologne   | CCC Sprandi Polkowice | + 0 s           |
| 10e | Roberto Ferrari  | Italie    | UAE Team Emirates     | + 0 s           |

| \| Classement général \| Classement général \| Classement général \| Classement général \| Classement général \| \| Coureur \| Coureur \| Pays \| Équipe \| Temps \| \| ------------------ \| -------------------- \| ------------------ \| ------------------ \| ------------------ \| \| 1er \| Peter Sagan \| Slovaquie \| Bora-Hansgrohe \| 15 h 41 min 47 s \| \| 2e \| Dylan Teuns \| Belgique \| BMC Racing Team \| + 10 s \| \| 3e \| Rafał Majka \| Pologne \| Bora-Hansgrohe \| + 16 s \| \| 4e \| Wilco Kelderman \| Pays-Bas \| Team Sunweb \| + 20 s \| \| 5e \| Tom-Jelte Slagter \| Pays-Bas \| Cannondale-Drapac \| + 25 s \| \| 6e \| Odd Christian Eiking \| Norvège \| FDJ \| + 27 s \| \| 7e \| Domenico Pozzovivo \| Italie \| AG2R La Mondiale \| + 28 s \| \| 8e \| Wout Poels \| Pays-Bas \| Team Sky \| + 29 s \| \| 9e \| Adam Yates \| Royaume-Uni \| Orica-Scott \| + 29 s \| \| 10e \| Nathan Haas \| Australie \| Dimension Data \| + 34 s \| |                      |             |                   |                  |
| |                      |             |                   |                  |
| |                      |             |                   |                  |
| Classement général |                      |             |                   |                  |
| Coureur | Coureur              | Pays        | Équipe            | Temps            |
| 1er | Peter Sagan          | Slovaquie   | Bora-Hansgrohe    | 15 h 41 min 47 s |
| 2e | Dylan Teuns          | Belgique    | BMC Racing Team   | + 10 s           |
| 3e | Rafał Majka          | Pologne     | Bora-Hansgrohe    | + 16 s           |
| 4e | Wilco Kelderman      | Pays-Bas    | Team Sunweb       | + 20 s           |
| 5e | Tom-Jelte Slagter    | Pays-Bas    | Cannondale-Drapac | + 25 s           |
| 6e | Odd Christian Eiking | Norvège     | FDJ               | + 27 s           |
| 7e | Domenico Pozzovivo   | Italie      | AG2R La Mondiale  | + 28 s           |
| 8e | Wout Poels           | Pays-Bas    | Team Sky          | + 29 s           |
| 9e | Adam Yates           | Royaume-Uni | Orica-Scott       | + 29 s           |
| 10e | Nathan Haas          | Australie   | Dimension Data    | + 34 s           |

### 5eétape
| Classement | Classement         | Classement | Classement     | Classement         |
|            | Coureur            | Pays       | Équipe         | Temps              |
| ---------- | ------------------ | ---------- | -------------- | ------------------ |
| 1er        | Danny van Poppel   | Pays-Bas   | Sky            | en 2 h 59 min 44 s |
| 2e         | Luka Mezgec        | Slovénie   | Orica-Scott    | + 0 s              |
| 3e         | Peter Sagan        | Slovaquie  | Bora-Hansgrohe | + 0 s              |
| 4e         | Roberto Ferrari    | Italie     | UAE Emirates   | + 0 s              |
| 5e         | Enrico Battaglin   | Italie     | Lotto NL-Jumbo | + 0 s              |
| 6e         | Niccolò Bonifazio  | Italie     | Bahrain-Merida | + 0 s              |
| 7e         | Daniel Oss         | Italie     | BMC Racing     | + 0 s              |
| 8e         | José Joaquín Rojas | Espagne    | Movistar       | + 0 s              |
| 9e         | Tomasz Marczyński  | Pologne    | Lotto-Soudal   | + 0 s              |
| 10e        | Łukasz Wiśniowski  | Pologne    | Sky            | + 0 s              |
| modifier   |                    |            |                |                    |

| \| Classement général \| Classement général \| Classement général \| Classement général \| Classement général \| \| Coureur \| Coureur \| Pays \| Équipe \| Temps \| \| ------------------ \| -------------------- \| ------------------ \| ------------------ \| ------------------ \| \| 1er \| Peter Sagan \| Slovaquie \| Bora-Hansgrohe \| 18 h 41 min 27 s \| \| 2e \| Dylan Teuns \| Belgique \| BMC Racing Team \| + 14 s \| \| 3e \| Rafał Majka \| Pologne \| Bora-Hansgrohe \| + 20 s \| \| 4e \| Wilco Kelderman \| Pays-Bas \| Team Sunweb \| + 24 s \| \| 5e \| Odd Christian Eiking \| Norvège \| FDJ \| + 31 s \| \| 6e \| Domenico Pozzovivo \| Italie \| AG2R La Mondiale \| + 32 s \| \| 7e \| Wout Poels \| Pays-Bas \| Team Sky \| + 33 s \| \| 8e \| Adam Yates \| Royaume-Uni \| Orica-Scott \| + 33 s \| \| 9e \| Sam Oomen \| Pays-Bas \| Team Sunweb \| + 38 s \| \| 10e \| Vincenzo Nibali \| Italie \| Bahrain-Merida \| + 39 s \| |                      |             |                  |                  |
| |                      |             |                  |                  |
| |                      |             |                  |                  |
| Classement général |                      |             |                  |                  |
| Coureur | Coureur              | Pays        | Équipe           | Temps            |
| 1er | Peter Sagan          | Slovaquie   | Bora-Hansgrohe   | 18 h 41 min 27 s |
| 2e | Dylan Teuns          | Belgique    | BMC Racing Team  | + 14 s           |
| 3e | Rafał Majka          | Pologne     | Bora-Hansgrohe   | + 20 s           |
| 4e | Wilco Kelderman      | Pays-Bas    | Team Sunweb      | + 24 s           |
| 5e | Odd Christian Eiking | Norvège     | FDJ              | + 31 s           |
| 6e | Domenico Pozzovivo   | Italie      | AG2R La Mondiale | + 32 s           |
| 7e | Wout Poels           | Pays-Bas    | Team Sky         | + 33 s           |
| 8e | Adam Yates           | Royaume-Uni | Orica-Scott      | + 33 s           |
| 9e | Sam Oomen            | Pays-Bas    | Team Sunweb      | + 38 s           |
| 10e | Vincenzo Nibali      | Italie      | Bahrain-Merida   | + 39 s           |

### 6eétape
| \| Classement de l'étape \| Classement de l'étape \| Classement de l'étape \| Classement de l'étape \| Classement de l'étape \| \| Coureur \| Coureur \| Pays \| Équipe \| Temps \| \| --------------------- \| --------------------- \| --------------------- \| --------------------- \| --------------------- \| \| 1er \| Jack Haig \| Australie \| Orica-Scott \| 4 h 58 min 55 s \| \| 2e \| Wout Poels \| Pays-Bas \| Team Sky \| + 51 s \| \| 3e \| Bob Jungels \| Luxembourg \| Quick-Step Floors \| + 51 s \| \| 4e \| Rui Costa \| Portugal \| UAE Team Emirates \| + 51 s \| \| 5e \| Wilco Kelderman \| Pays-Bas \| Team Sunweb \| + 51 s \| \| 6e \| Vincenzo Nibali \| Italie \| Bahrain-Merida \| + 51 s \| \| 7e \| Ilnur Zakarin \| Russie \| Katusha-Alpecin \| + 51 s \| \| 8e \| Rafał Majka \| Pologne \| Bora-Hansgrohe \| + 51 s \| \| 9e \| Adam Yates \| Royaume-Uni \| Orica-Scott \| + 51 s \| \| 10e \| Sam Oomen \| Pays-Bas \| Team Sunweb \| + 51 s \| |                 |             |                   |                 |
| |                 |             |                   |                 |
| |                 |             |                   |                 |
| Classement de l'étape |                 |             |                   |                 |
| Coureur | Coureur         | Pays        | Équipe            | Temps           |
| 1er | Jack Haig       | Australie   | Orica-Scott       | 4 h 58 min 55 s |
| 2e | Wout Poels      | Pays-Bas    | Team Sky          | + 51 s          |
| 3e | Bob Jungels     | Luxembourg  | Quick-Step Floors | + 51 s          |
| 4e | Rui Costa       | Portugal    | UAE Team Emirates | + 51 s          |
| 5e | Wilco Kelderman | Pays-Bas    | Team Sunweb       | + 51 s          |
| 6e | Vincenzo Nibali | Italie      | Bahrain-Merida    | + 51 s          |
| 7e | Ilnur Zakarin   | Russie      | Katusha-Alpecin   | + 51 s          |
| 8e | Rafał Majka     | Pologne     | Bora-Hansgrohe    | + 51 s          |
| 9e | Adam Yates      | Royaume-Uni | Orica-Scott       | + 51 s          |
| 10e | Sam Oomen       | Pays-Bas    | Team Sunweb       | + 51 s          |

| \| Classement général \| Classement général \| Classement général \| Classement général \| Classement général \| \| Coureur \| Coureur \| Pays \| Équipe \| Temps \| \| ------------------ \| ------------------ \| ------------------ \| ------------------ \| ------------------ \| \| 1er \| Dylan Teuns \| Belgique \| BMC Racing Team \| 23 h 41 min 27 s \| \| 2e \| Rafał Majka \| Pologne \| Bora-Hansgrohe \| + 6 s \| \| 3e \| Wilco Kelderman \| Pays-Bas \| Team Sunweb \| + 10 s \| \| 4e \| Wout Poels \| Pays-Bas \| Team Sky \| + 13 s \| \| 5e \| Domenico Pozzovivo \| Italie \| AG2R La Mondiale \| + 18 s \| \| 6e \| Adam Yates \| Royaume-Uni \| Orica-Scott \| + 19 s \| \| 7e \| Sam Oomen \| Pays-Bas \| Team Sunweb \| + 24 s \| \| 8e \| Vincenzo Nibali \| Italie \| Bahrain-Merida \| + 25 s \| \| 9e \| Rui Costa \| Portugal \| UAE Team Emirates \| + 28 s \| \| 10e \| Bob Jungels \| Luxembourg \| Quick-Step Floors \| + 29 s \| |                    |             |                   |                  |
| |                    |             |                   |                  |
| |                    |             |                   |                  |
| Classement général |                    |             |                   |                  |
| Coureur | Coureur            | Pays        | Équipe            | Temps            |
| 1er | Dylan Teuns        | Belgique    | BMC Racing Team   | 23 h 41 min 27 s |
| 2e | Rafał Majka        | Pologne     | Bora-Hansgrohe    | + 6 s            |
| 3e | Wilco Kelderman    | Pays-Bas    | Team Sunweb       | + 10 s           |
| 4e | Wout Poels         | Pays-Bas    | Team Sky          | + 13 s           |
| 5e | Domenico Pozzovivo | Italie      | AG2R La Mondiale  | + 18 s           |
| 6e | Adam Yates         | Royaume-Uni | Orica-Scott       | + 19 s           |
| 7e | Sam Oomen          | Pays-Bas    | Team Sunweb       | + 24 s           |
| 8e | Vincenzo Nibali    | Italie      | Bahrain-Merida    | + 25 s           |
| 9e | Rui Costa          | Portugal    | UAE Team Emirates | + 28 s           |
| 10e | Bob Jungels        | Luxembourg  | Quick-Step Floors | + 29 s           |

### 7eétape
| \| Classement de l'étape \| Classement de l'étape \| Classement de l'étape \| Classement de l'étape \| Classement de l'étape \| \| Coureur \| Coureur \| Pays \| Équipe \| Temps \| \| --------------------- \| --------------------- \| --------------------- \| --------------------- \| --------------------- \| \| 1er \| Wout Poels \| Pays-Bas \| Team Sky \| 3 h 26 min 20 s \| \| 2e \| Adam Yates \| Royaume-Uni \| Orica-Scott \| + 0 s \| \| 3e \| Rafał Majka \| Pologne \| Bora-Hansgrohe \| + 0 s \| \| 4e \| Wilco Kelderman \| Pays-Bas \| Team Sunweb \| + 0 s \| \| 5e \| Dylan Teuns \| Belgique \| BMC Racing Team \| + 0 s \| \| 6e \| Domenico Pozzovivo \| Italie \| AG2R La Mondiale \| + 5 s \| \| 7e \| Sam Oomen \| Pays-Bas \| Team Sunweb \| + 12 s \| \| 8e \| Jack Haig \| Australie \| Orica-Scott \| + 14 s \| \| 9e \| Tejay van Garderen \| États-Unis \| BMC Racing Team \| + 18 s \| \| 10e \| Rui Costa \| Portugal \| UAE Team Emirates \| + 54 s \| |                    |             |                   |                 |
| |                    |             |                   |                 |
| |                    |             |                   |                 |
| Classement de l'étape |                    |             |                   |                 |
| Coureur | Coureur            | Pays        | Équipe            | Temps           |
| 1er | Wout Poels         | Pays-Bas    | Team Sky          | 3 h 26 min 20 s |
| 2e | Adam Yates         | Royaume-Uni | Orica-Scott       | + 0 s           |
| 3e | Rafał Majka        | Pologne     | Bora-Hansgrohe    | + 0 s           |
| 4e | Wilco Kelderman    | Pays-Bas    | Team Sunweb       | + 0 s           |
| 5e | Dylan Teuns        | Belgique    | BMC Racing Team   | + 0 s           |
| 6e | Domenico Pozzovivo | Italie      | AG2R La Mondiale  | + 5 s           |
| 7e | Sam Oomen          | Pays-Bas    | Team Sunweb       | + 12 s          |
| 8e | Jack Haig          | Australie   | Orica-Scott       | + 14 s          |
| 9e | Tejay van Garderen | États-Unis  | BMC Racing Team   | + 18 s          |
| 10e | Rui Costa          | Portugal    | UAE Team Emirates | + 54 s          |

## Classements finals

### Classement général final
| \| Classement général \| Classement général \| Classement général \| Classement général \| Classement général \| \| Coureur \| Coureur \| Pays \| Équipe \| Temps \| \| ------------------ \| ------------------ \| ------------------ \| ------------------ \| ------------------ \| \| 1er \| Dylan Teuns \| Belgique \| BMC Racing Team \| 27 h 07 min 47 s \| \| 2e \| Rafał Majka \| Pologne \| Bora-Hansgrohe \| + 2 s \| \| 3e \| Wout Poels \| Pays-Bas \| Team Sky \| + 3 s \| \| 4e \| Wilco Kelderman \| Pays-Bas \| Team Sunweb \| + 10 s \| \| 5e \| Adam Yates \| Royaume-Uni \| Orica-Scott \| + 13 s \| \| 6e \| Domenico Pozzovivo \| Italie \| AG2R La Mondiale \| + 23 s \| \| 7e \| Sam Oomen \| Pays-Bas \| Team Sunweb \| + 36 s \| \| 8e \| Jack Haig \| Australie \| Orica-Scott \| + 57 s \| \| 9e \| Vincenzo Nibali \| Italie \| Bahrain-Merida \| + 1 min 19 s \| \| 10e \| Rui Costa \| Portugal \| UAE Team Emirates \| + 1 min 22 s \| |                    |             |                   |                  |
| |                    |             |                   |                  |
| |                    |             |                   |                  |
| Classement général |                    |             |                   |                  |
| Coureur | Coureur            | Pays        | Équipe            | Temps            |
| 1er | Dylan Teuns        | Belgique    | BMC Racing Team   | 27 h 07 min 47 s |
| 2e | Rafał Majka        | Pologne     | Bora-Hansgrohe    | + 2 s            |
| 3e | Wout Poels         | Pays-Bas    | Team Sky          | + 3 s            |
| 4e | Wilco Kelderman    | Pays-Bas    | Team Sunweb       | + 10 s           |
| 5e | Adam Yates         | Royaume-Uni | Orica-Scott       | + 13 s           |
| 6e | Domenico Pozzovivo | Italie      | AG2R La Mondiale  | + 23 s           |
| 7e | Sam Oomen          | Pays-Bas    | Team Sunweb       | + 36 s           |
| 8e | Jack Haig          | Australie   | Orica-Scott       | + 57 s           |
| 9e | Vincenzo Nibali    | Italie      | Bahrain-Merida    | + 1 min 19 s     |
| 10e | Rui Costa          | Portugal    | UAE Team Emirates | + 1 min 22 s     |

### Classements annexes
| Classement par points | Classement par points | Classement par points | Classement par points | Classement par points |
| --------------------- | --------------------- | --------------------- | --------------------- | --------------------- |
|                       | Coureur               | Pays                  | Équipe                | Point(s)              |
| 1er                   | Peter Sagan           | Slovaquie             | Bora-Hansgrohe        | 88 points             |
| 2e                    | Wout Poels            | Pays-Bas              | Sky                   | 51 pts                |
| 3e                    | Niccolo Bonifazio     | Italie                | Bahrain-Merida        | 51 pts                |
| 4e                    | Wilco Kelderman       | Pays-Bas              | Sunweb                | 50 pts                |
| 5e                    | Rafal Majka           | Pologne               | Bora-Hansgrohe        | 49 pts                |
| modifier              |                       |                       |                       |                       |

| Classement de la montagne | Classement de la montagne | Classement de la montagne | Classement de la montagne | Classement de la montagne |
| ------------------------- | ------------------------- | ------------------------- | ------------------------- | ------------------------- |
|                           | Coureur                   | Pays                      | Équipe                    | Point(s)                  |
| 1er                       | Diego Rosa                | Italie                    | Sky                       | 68 points                 |
| 2e                        | Antwan Tolhoek            | Pays-Bas                  | Lotto NL-Jumbo            | 38 pts                    |
| 3e                        | Maxime Monfort            | Belgique                  | Lotto-Soudal              | 37 pts                    |
| 4e                        | Peter Sagan               | Slovaquie                 | Bora-Hansgrohe            | 35 pts                    |
| 5e                        | Jack Haig                 | Australie                 | Orica-Scott               | 30 pts                    |
| modifier                  |                           |                           |                           |                           |

| Classement des sprints | Classement des sprints | Classement des sprints | Classement des sprints      | Classement des sprints |
| ---------------------- | ---------------------- | ---------------------- | --------------------------- | ---------------------- |
|                        | Coureur                | Pays                   | Équipe                      | Point(s)               |
| 1er                    | Bert-Jan Lindeman      | Pays-Bas               | Lotto NL-Jumbo              | 10 points              |
| 2e                     | Jan Tratnik            | Slovénie               | CCC Sprandi Polkowice       | 7 pts                  |
| 3e                     | Martijn Keizer         | Pays-Bas               | Lotto NL-Jumbo              | 6 pts                  |
| 4e                     | Maciej Paterski        | Pologne                | CCC Sprandi Polkowice       | 5 pts                  |
| 5e                     | Adam Stachowiak        | Pologne                | Équipe nationale de Pologne | 4 pts                  |
| modifier               |                        |                        |                             |                        |

| Classement par équipes | Classement par équipes | Classement par équipes | Classement par équipes |
|                        | Équipe                 | Pays                   | Temps                  |
| ---------------------- | ---------------------- | ---------------------- | ---------------------- |
| 1re                    | Lotto-Soudal           | Belgique               | en 81 h 35 min 48 s    |
| 2e                     | BMC Racing             | États-Unis             | + 2 min 50 s           |
| 3e                     | Movistar               | Espagne                | + 13 min 4 s           |
| 4e                     | Bora-Hansgrohe         | Allemagne              | + 13 min 51 s          |
| 5e                     | AG2R La Mondiale       | France                 | + 14 min 2 s           |
| modifier               |                        |                        |                        |

## UCI World Tour
Le barème des points du classement World Tour sur ce Tour de Pologne est le suivant :
| Position           | 1er | 2e  | 3e  | 4e  | 5e  | 6e  | 7e  | 8e  | 9e | 10e | 11e | 12e | 13e | 14e | 15e | 16e | 17e | 18e | 19e | 20e | 21e à 25e | 26e à 30e | 31e à 40e | 41e à 50e | 51e à 55e | 56e à 60e |
| ------------------ | --- | --- | --- | --- | --- | --- | --- | --- | -- | --- | --- | --- | --- | --- | --- | --- | --- | --- | --- | --- | --------- | --------- | --------- | --------- | --------- | --------- |
| Classement général | 400 | 320 | 260 | 220 | 180 | 140 | 120 | 100 | 80 | 68  | 56  | 48  | 40  | 32  | 28  | 24  | 24  | 24  | 24  | 24  | 16        | 16        | 8         | 8         | 4         | 2         |
| Par étapes         | 50  | 20  | 8   |     |     |     |     |     |    |     |     |     |     |     |     |     |     |     |     |     |           |           |           |           |           |           |
| Leader par étapes  | 8   |     |     |     |     |     |     |     |    |     |     |     |     |     |     |     |     |     |     |     |           |           |           |           |           |           |

| # | Coureur          | Équipe            | Points |
| - | ---------------- | ----------------- | ------ |
| 1 | Peter Sagan      | Bora-Hansgrohe    | 118    |
| 2 | Danny van Poppel | Sky               | 106    |
| 3 | Caleb Ewan       | Orica-Scott       | 70     |
| 4 | Dylan Teuns      | BMC Racing        | 58     |
| 5 | Sacha Modolo     | UAE Emirates      | 50     |
| - | Jack Haig        | Orica-Scott       | 50     |
| 7 | Luka Mezgec      | Orica-Scott       | 20     |
| - | Wout Poels       | Sky               | 20     |
| 9 | Max Walscheid    | Sunweb            | 8      |
|   | Rafał Majka      | Bora-Hansgrohe    | 8      |
|   | Bob Jungels      | Quick-Step Floors | 8      |

| Suite du classement (-) | Suite du classement (-) | Suite du classement (-) | Suite du classement (-) |
| ----------------------- | ----------------------- | ----------------------- | ----------------------- |
| #                       | Coureur                 | Équipe                  | Points                  |

| # | Équipe            | Points |
| - | ----------------- | ------ |
| 1 | Orica-Scott       | 140    |
| 2 | Bora-Hansgrohe    | 126    |
| 3 | Sky               | 126    |
| 4 | BMC Racing        | 58     |
| 5 | UAE Emirates      | 50     |
| 6 | Quick-Step Floors | 8      |
| - | Sunweb            | 8      |
| 8 | Astana            | 0      |
| - | AG2R La Mondiale  | 0      |
| - | Lotto-Soudal      | 0      |
| - | Movistar          | 0      |

| Suite du classement (-) | Suite du classement (-) | Suite du classement (-) | Suite du classement (-) |
| ----------------------- | ----------------------- | ----------------------- | ----------------------- |
| #                       | Équipe                  | Points                  |                         |
| -                       | Trek-Segafredo          | 0                       |                         |
| -                       | Lotto NL-Jumbo          | 0                       |                         |
| -                       | Katusha-Alpecin         | 0                       |                         |
| -                       | Cannondale-Drapac       | 0                       |                         |
| -                       | Dimension Data          | 0                       |                         |
| -                       | Bahrain-Merida          | 0                       |                         |

## Évolution des classements
| Étape              | Vainqueur          | Classement général | Classement par points | Classement de la montagne | Classement des sprints | Classement du meilleur polonais | Classement par équipes |
| ------------------ | ------------------ | ------------------ | --------------------- | ------------------------- | ---------------------- | ------------------------------- | ---------------------- |
| 1                  | Peter Sagan        | Peter Sagan        | Peter Sagan           | Martijn Keizer            | Martijn Keizer         | Paweł Franczak                  | Gazprom-RusVelo        |
| 2                  | Sacha Modolo       | Danny van Poppel   | Danny van Poppel      | Martijn Keizer            | Adrian Kurek           | Kamil Gradek                    | Dimension Data         |
| 3                  | Dylan Teuns        | Peter Sagan        | Peter Sagan           | Maciej Paterski           | Adrian Kurek           | Rafał Majka                     | Bora-Hansgrohe         |
| 4                  | Caleb Ewan         | Peter Sagan        | Peter Sagan           | Maciej Paterski           | Bert-Jan Lindeman      | Rafał Majka                     | Bora-Hansgrohe         |
| 5                  | Danny van Poppel   | Peter Sagan        | Peter Sagan           | Maxime Monfort            | Bert-Jan Lindeman      | Rafał Majka                     | Bora-Hansgrohe         |
| 6                  | Jack Haig          | Dylan Teuns        | Peter Sagan           | Antwan Tolhoek            | Bert-Jan Lindeman      | Rafał Majka                     | Lotto-Soudal           |
| 7                  | Wout Poels         | Dylan Teuns        | Peter Sagan           | Diego Rosa                | Bert-Jan Lindeman      | Rafał Majka                     | Lotto-Soudal           |
| Classements finals | Classements finals | Dylan Teuns        | Peter Sagan           | Diego Rosa                | Bert-Jan Lindeman      | Rafał Majka                     | Lotto-Soudal           |

## Liste des participants
- Liste de départ complète

| Légende                             | Légende                                                                                                  | Légende                          | Légende                                                                                         |
| ----------------------------------- | --- | -------------------------------- | ----------------------------------------------------------------------------------------------- |
| Num                                 | Dossard de départ porté par le coureur sur ce Tour de Pologne                                            | Pos                              | Position finale au classement général                                                           |
| Leader du classement général        | Indique le vainqueur du classement général                                                               | Leader du classement par points  | Indique le vainqueur du classement par points                                                   |
| Leader du classement de la montagne | Indique le vainqueur du classement de la montagne                                                        | Leader du classement des sprints | Indique le vainqueur du classement des sprints                                                  |
|                                     | Indique un maillot de champion national ou mondial, suivi de sa spécialité                               | #                                | Indique la meilleure équipe                                                                     |
| NP                                  | Indique un coureur qui n'a pas pris le départ d'une étape, suivi du numéro de l'étape où il s'est retiré | AB                               | Indique un coureur qui n'a pas terminé une étape, suivi du numéro de l'étape où il s'est retiré |
| HD                                  | Indique un coureur qui a terminé une étape hors des délais, suivi du numéro de l'étape                   |                                  |                                                                                                 |

| Lotto-Soudal # LTS    | Lotto-Soudal # LTS      | Lotto-Soudal # LTS |
| --------------------- | ----------------------- | ------------------ |
| Num                   | Coureur                 | Pos                |
| 1                     | Sander Armée (BEL)      | 31e                |
| 2                     | Jens Debusschere (BEL)  | NP-6               |
| 3                     | Bart De Clercq (BEL)    | 15e                |
| 4                     | Tomasz Marczyński (POL) | 16e                |
| 5                     | Maxime Monfort (BEL)    | 52e                |
| 6                     | Rafael Valls (ESP)      | 29e                |
| 7                     | Jelle Wallays (BEL)     | NP-6               |
| Directeurs sportifs : |                         |                    |

| Quick-Step Floors QST | Quick-Step Floors QST       | Quick-Step Floors QST |
| --------------------- | --------------------------- | --------------------- |
| Num                   | Coureur                     | Pos                   |
| 11                    | Davide Martinelli (ITA)     | AB-6                  |
| 12                    | Rémi Cavagna (FRA)          | 78e                   |
| 13                    | Laurens De Plus (BEL)       | NP-7                  |
| 14                    | Bob Jungels (LUX) (Route)   | 12e                   |
| 15                    | Maximilian Schachmann (GER) | AB-5                  |
| 16                    | Niki Terpstra (NED)         | NP-6                  |
| 17                    | Petr Vakoč (CZE)            | 34e                   |
| Directeurs sportifs : |                             |                       |

| BMC Racing BMC        | BMC Racing BMC           | BMC Racing BMC |
| --------------------- | ------------------------ | -------------- |
| Num                   | Coureur                  | Pos            |
| 21                    | Rohan Dennis (AUS) (Clm) | 45e            |
| 22                    | Floris Gerts (NED)       | 53e            |
| 23                    | Ben Hermans (BEL)        | AB-3           |
| 24                    | Daniel Oss (ITA)         | AB-7           |
| 25                    | Samuel Sánchez (ESP)     | 24e            |
| 26                    | Dylan Teuns (BEL)        | 1er            |
| 27                    | Tejay van Garderen (USA) | 25e            |
| Directeurs sportifs : |                          |                |

| Orica-Scott ORS       | Orica-Scott ORS           | Orica-Scott ORS |
| --------------------- | ------------------------- | --------------- |
| Num                   | Coureur                   | Pos             |
| 31                    | Sam Bewley (NZL)          | NP-3            |
| 32                    | Caleb Ewan (AUS)          | 95e             |
| 33                    | Jack Haig (AUS)           | 8e              |
| 34                    | Luka Mezgec (SLO) (Route) | AB-6            |
| 35                    | Rubén Plaza (ESP)         | 46e             |
| 36                    | Robert Power (AUS)        | 70e             |
| 37                    | Adam Yates (GBR)          | 5e              |
| Directeurs sportifs : |                           |                 |

| Movistar MOV          | Movistar MOV             | Movistar MOV |
| --------------------- | ------------------------ | ------------ |
| Num                   | Coureur                  | Pos          |
| 41                    | Winner Anacona (COL)     | 38e          |
| 42                    | Dayer Quintana (COL)     | 54e          |
| 43                    | Rory Sutherland (AUS)    | 68e          |
| 44                    | Nélson Oliveira (POR)    | AB-7         |
| 45                    | Alex Dowsett (GBR)       | AB-7         |
| 46                    | Gorka Izagirre (ESP)     | 14e          |
| 47                    | José Joaquín Rojas (ESP) | 23e          |
| Directeurs sportifs : |                          |              |

| Sky SKY               | Sky SKY                 | Sky SKY |
| --------------------- | ----------------------- | ------- |
| Num                   | Coureur                 | Pos     |
| 51                    | Ian Boswell (USA)       | AB-6    |
| 52                    | Salvatore Puccio (ITA)  | 37e     |
| 53                    | Michał Gołaś (POL)      | 57e     |
| 54                    | Danny van Poppel (NED)  | AB-7    |
| 55                    | Wout Poels (NED)        | 3e      |
| 56                    | Diego Rosa (ITA)        | 27e     |
| 57                    | Łukasz Wiśniowski (POL) | 69e     |
| Directeurs sportifs : |                         |         |

| Trek-Segafredo TFS    | Trek-Segafredo TFS             | Trek-Segafredo TFS |
| --------------------- | ------------------------------ | ------------------ |
| Num                   | Coureur                        | Pos                |
| 61                    | Fumiyuki Beppu (JPN)           | AB-7               |
| 62                    | Julien Bernard (FRA)           | 59e                |
| 63                    | Marco Coledan (ITA)            | AB-7               |
| 64                    | Ruben Guerreiro (POR) (Route)  | AB-1               |
| 65                    | Jesús Hernández Blázquez (ESP) | 40e                |
| 66                    | Gregory Daniel (USA)           | NP-7               |
| 67                    | Boy van Poppel (NED)           | 84e                |
| Directeurs sportifs : |                                |                    |

| Bora-Hansgrohe BOH    | Bora-Hansgrohe BOH              | Bora-Hansgrohe BOH |
| --------------------- | ------------------------------- | ------------------ |
| Num                   | Coureur                         | Pos                |
| 71                    | Erik Baška (SVK)                | NP-7               |
| 72                    | Cesare Benedetti (ITA)          | 81e                |
| 73                    | Rafał Majka (POL)               | 2e                 |
| 74                    | Patrick Konrad (AUT)            | 74e                |
| 75                    | Gregor Mühlberger (AUT) (Route) | 26e                |
| 76                    | Peter Sagan (SVK) (Route)       | 35e                |
| 77                    | Aleksejs Saramotins (LAT) (Clm) |                    |
| Directeurs sportifs : |                                 |                    |

| Sunweb SUN            | Sunweb SUN                | Sunweb SUN |
| --------------------- | ------------------------- | ---------- |
| Num                   | Coureur                   | Pos        |
| 81                    | Bert De Backer (NED)      | 86e        |
| 82                    | Johannes Fröhlinger (GER) | 94e        |
| 83                    | Chad Haga (USA)           | AB-7       |
| 84                    | Lennard Kämna (GER)       | 67e        |
| 85                    | Wilco Kelderman (NED)     | 4e         |
| 86                    | Sam Oomen (NED)           | 7e         |
| 87                    | Max Walscheid (GER)       | NP-6       |
| Directeurs sportifs : |                           |            |

| Katusha-Alpecin KAT   | Katusha-Alpecin KAT       | Katusha-Alpecin KAT |
| --------------------- | ------------------------- | ------------------- |
| Num                   | Coureur                   | Pos                 |
| 91                    | José Gonçalves (POR)      | AB-7                |
| 92                    | Pavel Kochetkov (RUS)     | 30e                 |
| 93                    | Alberto Losada (ESP)      | 62e                 |
| 94                    | Matvey Mamykin (RUS)      | 64e                 |
| 95                    | Maxim Belkov (RUS)        | AB-7                |
| 96                    | Simon Špilak (SLO)        | 51e                 |
| 97                    | Ilnur Zakarin (RUS) (Clm) | 11e                 |
| Directeurs sportifs : |                           |                     |

| Lotto NL-Jumbo TLJ    | Lotto NL-Jumbo TLJ      | Lotto NL-Jumbo TLJ |
| --------------------- | ----------------------- | ------------------ |
| Num                   | Coureur                 | Pos                |
| 101                   | Enrico Battaglin (ITA)  | 82e                |
| 102                   | Koen Bouwman (NED)      | 44e                |
| 103                   | Floris De Tier (BEL)    | 55e                |
| 104                   | Martijn Keizer (NED)    | 91e                |
| 105                   | Bert-Jan Lindeman (NED) | 87e                |
| 106                   | Daan Olivier (NED)      | 32e                |
| 107                   | Antwan Tolhoek (NED)    | 47e                |
| Directeurs sportifs : |                         |                    |

| Cannondale-Drapac CDT | Cannondale-Drapac CDT   | Cannondale-Drapac CDT |
| --------------------- | ----------------------- | --------------------- |
| Num                   | Coureur                 | Pos                   |
| 111                   | Joe Dombrowski (USA)    | 66e                   |
| 112                   | Davide Villella (ITA)   | 41e                   |
| 113                   | Kristjan Koren (SLO)    | AB-6                  |
| 114                   | Toms Skujiņš (LAT)      | 75e                   |
| 115                   | Tom Van Asbroeck (BEL)  | AB-7                  |
| 116                   | Tom-Jelte Slagter (NED) | 49e                   |
| 117                   |                         |                       |
| Directeurs sportifs : |                         |                       |

| Bahrain-Merida TBM    | Bahrain-Merida TBM      | Bahrain-Merida TBM |
| --------------------- | ----------------------- | ------------------ |
| Num                   | Coureur                 | Pos                |
| 121                   | Manuele Boaro (ITA)     | AB-7               |
| 122                   | Niccolò Bonifazio (ITA) | 83e                |
| 123                   | Antonio Nibali (ITA)    | 93e                |
| 124                   | Vincenzo Nibali (ITA)   | 9e                 |
| 125                   | Domen Novak (SLO)       | 71e                |
| 126                   | Franco Pellizotti (ITA) | 39e                |
| 127                   | Giovanni Visconti (ITA) | 28e                |
| Directeurs sportifs : |                         |                    |

| AG2R La Mondiale ALM  | AG2R La Mondiale ALM     | AG2R La Mondiale ALM |
| --------------------- | ------------------------ | -------------------- |
| Num                   | Coureur                  | Pos                  |
| 131                   | François Bidard (FRA)    | 21e                  |
| 132                   | Hubert Dupont (FRA)      | 43e                  |
| 133                   | Nico Denz (GER)          | 72e                  |
| 134                   | Sondre Holst Enger (NOR) | AB-6                 |
| 135                   | Matteo Montaguti (ITA)   | NP-7                 |
| 136                   | Domenico Pozzovivo (ITA) | 6e                   |
| 137                   | Christophe Riblon (FRA)  | AB-6                 |
| Directeurs sportifs : |                          |                      |

| UAE Emirates UAD      | UAE Emirates UAD         | UAE Emirates UAD |
| --------------------- | ------------------------ | ---------------- |
| Num                   | Coureur                  | Pos              |
| 141                   | Anass Aït El Abdia (MAR) | AB-7             |
| 142                   | Valerio Conti (ITA)      | 17e              |
| 143                   | Rui Costa (POR)          | 10e              |
| 144                   | Roberto Ferrari (ITA)    | AB-6             |
| 145                   | Sacha Modolo (ITA)       | AB-7             |
| 146                   | Matej Mohorič (SLO)      | 60e              |
| 147                   | Przemysław Niemiec (POL) | 63e              |
| Directeurs sportifs : |                          |                  |

| FDJ                   | FDJ                         | FDJ  |
| --------------------- | --------------------------- | ---- |
| Num                   | Coureur                     | Pos  |
| 151                   | Marc Fournier (FRA)         | AB-6 |
| 152                   | Daniel Hoelgaard (NOR)      | AB-4 |
| 153                   | Odd Christian Eiking (NOR)  | 13e  |
| 154                   | Jérémy Maison (FRA)         | 22e  |
| 155                   | Lorrenzo Manzin (FRA)       | 89e  |
| 156                   | Kévin Réza (FRA)            | AB-5 |
| 157                   | Sébastien Reichenbach (SUI) | NP-4 |
| Directeurs sportifs : |                             |      |

| Astana AST            | Astana AST              | Astana AST |
| --------------------- | ----------------------- | ---------- |
| Num                   | Coureur                 | Pos        |
| 161                   | Matti Breschel (DEN)    | 77e        |
| 162                   | Oscar Gatto (ITA)       | AB-7       |
| 163                   | Luis León Sánchez (ESP) | 18e        |
| 164                   | Daniil Fominykh (KAZ)   | AB-7       |
| 165                   | Riccardo Minali (ITA)   | AB-7       |
| 166                   | Moreno Moser (ITA)      | AB-7       |
| 167                   | Ruslan Tleubayev (KAZ)  | AB-7       |
| Directeurs sportifs : |                         |            |

| Dimension Data DDD    | Dimension Data DDD            | Dimension Data DDD |
| --------------------- | ----------------------------- | ------------------ |
| Num                   | Coureur                       | Pos                |
| 171                   | Natnael Berhane (ERI)         | 73e                |
| 172                   | Tyler Farrar (USA)            | AB-7               |
| 173                   | Nathan Haas (AUS)             | AB-6               |
| 174                   | Ben O'Connor (AUS)            | 20e                |
| 175                   | Youcef Reguigui (ALG) (Route) | 80e                |
| 176                   | Kristian Sbaragli (ITA)       | AB-6               |
| 177                   | Nicolas Dougall (RSA)         | 85e                |
| Directeurs sportifs : |                               |                    |

| Novo Nordisk TNN      | Novo Nordisk TNN           | Novo Nordisk TNN |
| --------------------- | -------------------------- | ---------------- |
| Num                   | Coureur                    | Pos              |
| 181                   | Christopher Williams (AUS) | AB-7             |
| 182                   | Joonas Henttala (FIN)      | AB-7             |
| 183                   | David Lozano (ESP)         | 50e              |
| 184                   | Javier Mejías (ESP)        | 56e              |
| 185                   | Andrea Peron (ITA)         | NP-6             |
| 186                   | Charles Planet (FRA)       | 92e              |
| 187                   | Martijn Verschoor (NED)    | AB-6             |
| Directeurs sportifs : |                            |                  |

| Gazprom-RusVelo GAZ   | Gazprom-RusVelo GAZ     | Gazprom-RusVelo GAZ |
| --------------------- | ----------------------- | ------------------- |
| Num                   | Coureur                 | Pos                 |
| 191                   | Pavel Brutt (RUS)       | 61e                 |
| 192                   | Sergueï Lagoutine (RUS) | 58e                 |
| 193                   | Alexander Porsev (RUS)  | AB-6                |
| 194                   | Ivan Rovny (RUS)        | 48e                 |
| 195                   | Roman Maikin (RUS)      | AB-7                |
| 196                   | Evgeny Shalunov (RUS)   | AB-7                |
| 197                   | Alexey Tsatevitch (RUS) | AB-7                |
| Directeurs sportifs : |                         |                     |

| CCC Sprandi Polkowice CCC | CCC Sprandi Polkowice CCC | CCC Sprandi Polkowice CCC |
| ------------------------- | ------------------------- | ------------------------- |
| Num                       | Coureur                   | Pos                       |
| 201                       | Alan Banaszek (POL)       | NP-5                      |
| 202                       | Michal Schlegel (CZE)     | 33e                       |
| 203                       | Jan Hirt (CZE)            | 42e                       |
| 204                       | Adrian Kurek (POL)        | AB-7                      |
| 205                       | František Sisr (CZE)      | AB-7                      |
| 206                       | Maciej Paterski (POL)     | 79e                       |
| 207                       | Jan Tratnik (SLO)         | 76e                       |
| Directeurs sportifs :     |                           |                           |

| Orlen CCC Polska POL  | Orlen CCC Polska POL   | Orlen CCC Polska POL |
| --------------------- | ---------------------- | -------------------- |
| Num                   | Coureur                | Pos                  |
| 211                   | Paweł Bernas (POL)     | AB-7                 |
| 212                   | Paweł Cieślik (POL)    | 36e                  |
| 213                   | Paweł Franczak (POL)   | AB-6                 |
| 214                   | Kamil Gradek (POL)     | 90e                  |
| 215                   | Marek Rutkiewicz (POL) | 19e                  |
| 216                   | Adam Stachowiak (POL)  | 88e                  |
| 217                   | Emanuel Piaskowy (POL) | 65e                  |
| Directeurs sportifs : |                        |                      |